# Kabakowo (Baszkortostan)
Kabakowo (ros. Кабаково) – wieś (sieło) w Rosji, w Baszkortostanie, w rejonie karmaskalińskim. W 2010 liczyła 3141 mieszkańców.